# Удмуртське Гондирево
Удму́ртське Гонди́рево (рос. Удмуртское Гондырево) — присілок у складі Алнаського району Удмуртії, Росія.

## Населення
Населення — 223 особи (2010; 250 в 2002).
Національний склад станом на 2002 рік:
- удмурти — 91 %

## Історія
У 1852 році було відкрито прихід Пророко-Іллінської церкви села Новогорське, до складу якого перейшло декілька селищ, в тому числі село Вотське Гондирево. За підсумками десятого подушного перепису 1859 року в 31 дворі казенного села Єлабузького повіту Вятської губернії проживало 133 жителі чоловічої статі і 143 жіночої, працював млин. До 1897 року село нараховувало 490 мешканців.
У 1921 році, в зв'язку з утворенням Вотської автономної області, село передали до складу Можгинського повіту. У 1924 воно перейшло з Новогорської волості в Алнаську, а при подальшому укрупненні сільрад була утворена Вотсько-Гондирівська сільрада, до складу якої увійшли 7 населених пунктів. У січні 1931 в селі Вотське Гондирево утворений колгосп «Гондир», а в 1939 році його перейменували в колгосп «Комунар».
У 1932 році Вотська автономна область змінила назву на Удмуртську, внаслідок чого всі адміністративні одиниці і населені пункти Удмуртії, що включали стару назву удмуртів — вотяки, були перейменовані, в тому числі село Вотське Гондирево, яке отримало назву Удмуртське Гондирево. У липні 1950 року об'єднані колгоспи кількох сусідніх сіл, утворений укрупнений колгосп «Комунар», з центральною садибою в даному присілку. У 1963 Удмурт-Гондирівська сільрада скасована, а село зараховане до Староутчанскої.
16 листопада 2004 року Староутчанска сільрада була перетворена в муніципальне утворення «Староутчанське» і наділена статусом сільського поселення.

## Соціальна інфраструктура
- Удмуртсько-Гондирівска основна школа — 60 учнів (2008)
- Удмуртсько-Гондирівський дитячий садок